# Абрахамссон, Александр
Нилс Алекса́ндер Абраха́мссон (швед. Alexander Abrahamsson; род. 7 августа 1999, Уппсала) — шведский футболист, защитник клуба «Броммапойкарна».

## Клубная карьера
Абрахамссон — воспитанник клубов Суннерста и «Юргорден». В январе 2019 года подписал с клубом молодёжный контракт, рассчитанный на два года. 22 августа 2019 года в матче Кубка Швеции против «Акрополиса» он дебютировал за «Юргорден».
В марте 2021 года стал игроком «Акрополиса» перейдя в клуб на правах свободного агента. 11 апреля в матче против «Браге» он дебютировал в Суперэттане. 31 октября в поединке против «Треллеборг» Абрахамссон забил дебютный гол в составе «Акрополиса».
11 января 2022 года стал игроком клуба «Броммапойкарна». 15 мая в поединке против «Ландскруны» он дебютировал за новый клуб. По итогам сезона Суперэттан 2022 «Броммапойкарна» завоевала повышение в Аллсвенскан. 1 апреля 2023 года в матче против родного «Юргордена» Абрахамссон дебютировал в высшей шведской футбольной лиге.

## Достижения
«Броммапойкарна»
- Победитель Суперэттана: 2022